# James Montgomery (strzelec)
Robert James Montgomery (ur. 20 września 1891 w Beamsville, zm. 10 stycznia 1964 w Bostonie) – kanadyjski strzelec sportowy specjalizujący się w strzelaniu do rzutków, medalista olimpijski.
Debiutował na igrzyskach w 1920 w Antwerpii. W trapie zajął szóste miejsce, zaś w klasyfikacji drużynowej osiągnął piąte miejsce. Cztery lata później zdobył swój pierwszy i ostatni medal olimpijski. William Barnes, George Beattie, John Black, James Montgomery, Samuel Newton i Samuel Vance przegrali wyłącznie z drużyną amerykańską. Indywidualnie Montgomery miał taką samą liczbę punktów jak Amerykanin Frank Hughes, zdobywca brązowego medalu. Kanadyjczyk przegrał jednak w dogrywce.
Z zespołem, z którym zdobył srebro na igrzyskach w 1924 roku, osiągnął trzecie miejsce na mistrzostwach Wielkiej Brytanii. Był również mistrzem prowincji Ontario.

## Wyniki olimpijskie
| Igrzyska | Konkurencja     | Wynik                                | Miejsce   | Źródło |
| -------- | --------------- | ------------------------------------ | --------- | ------ |
| IO 1920  | Trap            | 86 punktów                           | 6 (na ?)  | [ 3 ]  |
| IO 1920  | Trap, drużynowo | 474 punkty (druż.) 78 punktów (ind.) | 5 (na 8)  | [ 4 ]  |
| IO 1924  | Trap            | 97 punktów                           | 4 (na 44) | [ 5 ]  |
| IO 1924  | Trap, drużynowo | 360 punktów (druż.) 92 punkty (ind.) | 2 (na 12) | [ 6 ]  |